# Ilha Unalaska
Unalaska — ou Nawan - Alaxsxa na língua aleúte, e Уналашка (Unalashka), em russo — é uma ilha do arquipélago das Ilhas Fox, nas Ilhas Aleutas, Alasca, Estados Unidos da América. É a segunda maior em área no arquipélago das Ilhas Aleutas, com 2720 km². É a 14.ª maior ilha dos Estados Unidos e a 74.ª do mundo. Tem 4580 habitantes (2000). A capital é a cidade homónima de Unalaska. O seu ponto mais alto é o vulcão Makushin, com 2036 m.
Foi descoberta por Vitus Bering em 1741.

## Economia
O porto de Unalaska (Dutch Harbor) é o principal porto e base de campo para o contato com o mar de Bering, sendo a pesca de caranguejos real e das-neves a principal atividade no porto. O reality show, Deadliest Catch (Pesca Mortal BR) tem como base de operações para a frota de pesca o porto de Dutch Harbor na cidade de Unalaska.